# Christoph-Nunatak
Der Christoph-Nunatak ist ein etwa 1300 m hoher Nunatak im westantarktischen Ellsworthland. Er ragt 4 km ostnordöstlich des Holtet-Nunatak in der Gruppe der Lyon-Nunatakker auf.
Der United States Geological Survey kartierte ihn anhand eigener Vermessungen und Luftaufnahmen der United States Navy zwischen 1965 und 1968 sowie Landsat-Satellitenbildern von 1973 bis 1974. Das Advisory Committee on Antarctic Names benannte ihn 1988 nach dem Atmosphärenphysiker Klaus J. Christoph, der von 1970 bis 1971 auf der Siple-Station tätig war.